# Metabolisme humà del ferro
El metabolisme humà del ferro és el conjunt de reaccions químiques que, en els humans, transforma el ferro inclòs en la dieta en una forma en què pugui ser aprofitat pel cos. Una dieta equilibrada aporta entre 10 i 20 mg de ferro al dia, que es pot trobar tant en forma inorgànica com orgànica. El ferro inorgànic són les sals fèrriques o Fe (III) i les sals ferroses o Fe (II), mentre que el ferro orgànic és el que està contingut als grups hemo.

## Ferro inorgànic
A l'estómac, part de les sals fèrriques són reduïdes a ferroses a causa del baix pH gàstric i a l'acció de la vitamina C, que afavoreix aquesta reacció. De l'estómac, el ferro ingerit passa al duodè, on les sals fèrriques són transformades en sals ferroses pels enzims DcytB, que són ferroreductases. Cal convertir tot el ferro inorgànic en Fe (II), ja que l'intestí prim és capaç d'absorbir les sals ferroses però no les fèrriques. El Fe (II) entra a l'enteròcit mitjançant la proteïna transportadora DMT1, encarregada també del transport d'altres materials com ara el zinc, el coure i el cobalt. De tot el ferro inorgànic ingerit a la dieta, només se n'absorbeix aproximadament el 2%.

## Ferro orgànic
Els grups hemo són incorporats a l'interior de la cèl·lula mitjançant una proteïna transportadora. Dins de l'enteròcit, el grup hemo és destruït i el Fe (II) que conté és alliberat. El ferro procedent dels animals (hemo) s'absorbeix amb més facilitat que el dels vegetals (no hemo), mentre el primer s'absorbeix en un 30%, el segon només és absorbit en un 10%, per bé que s'ha observat que la vitamina C afavoreix l'absorció del ferro procedent dels vegetals.

## Via comuna
Dins del medi intracel·lular de l'enteròcit, el Fe (II) pot seguir dos camins diferents depenent de si està unit o no a la ferritina, una proteïna intracel·lular d'emmagatzemament. El Fe (II) que s'uneix a la ferritina queda emmagatzemat dins la cèl·lula i és expulsat amb els excrements quan l'enteròcit s'escata i, per tant, no arriba a ser absorbit per l'organisme. El Fe (II) que no s'hi uneix és oxidat a Fe (III) per una proteïna de la membrana basolateral, l'hefaestina. Aquest Fe (III) és expulsat al líquid intersticial per la proteïna de transport ferroportina, i allí és lligat per la transferrina.

## Regulació
L'hepcidina és una hormona hepàtica que inhibeix l'expressió de la ferroportina i la DMT1, amb la qual cosa evita l'absorció de ferro, tant inorgànic com orgànic.

## Trastorns associats
L'absorció intestinal de ferro no supera la quantitat d'1 mg per dia, de manera que la seva eficiència oscil·la entre només el 5% i el 10%. La capacitat del ferro de donar i acceptar protons el fa susceptible de generar radicals lliures d'oxigen en reaccionar amb aquest element. Els radicals lliures són altament perjudicials per les molècules orgàniques; entre els més importants hi ha l'anió superòxid (·O2-) i el radical hidroxil (·OH-), que poden formar-se en les reaccions següents:
Fe+2 + O2 → Fe+3 + ·O2-
Fe+2 + H2O2 → Fe+3 + OH- + ·OH-
Això explica la funció de l'eficiència reduïda de l'absorció intestinal del ferro; es tracta d'una regulació biològica de la seva concentració a l'organisme. L'hemocromatosi és una malaltia produïda per l'augment patològic de l'absorció del ferro. Un excés de ferro pot danyar el pàncrees i causar diabetis o fins i tot acumular-se al fetge i provocar cirrosi.